# ガールズ・オン・ザ・ルーフ
「ガールズ・オン・ザ・ルーフ」は、1987年11月18日にリリースされた、渡辺美奈代の6枚目のシングル。CBSソニーより発売された。

## 解説
- おニャン子クラブ解散後の第1作目で、それまでの作家陣を一新している。
- 1987年11月30日付けのオリコン週間シングルチャートで初登場2位にランクインしているが、それによって、デビュー以来続いていた初登場連続1位の記録は5曲で途絶えることとなった。なお、当時1位を獲得していた森川由加里の「SHOW ME」との売上枚数の差は約3,500枚だった[1]。以降、シングルを12作リリースするが、オリコンチャート上位へのランクインはない。
- デビュー曲以来、総売り上げ枚数が初めて10万枚を下回ったが、オリコン10週ランクインは、「瞳に約束」の9週を超える最高記録となった。
- フレンチ・ポップスの有名曲「夢見るシャンソン人形」との類似性が指摘されており、テンポは異なるもののサビのコード進行が酷似している[2]。
- レコーディング中に歌詞が差替え変更されている。しかし、変更前の歌詞を歌番組で誤って歌ってしまったことがあり、字幕と違っていたためスタッフに怒られたという[3]。
- 『渡辺美奈代ベスト・コレクション』（1997年）以降、中黒のない「ガールズ オン ザ ルーフ」に表記変更されたが、『渡辺美奈代 30th Anniversary Complete Singles Collection』（2016年）から、中黒ありに戻されている。

## 収録曲
1. ガールズ・オン・ザ・ルーフ（3:34）
  - 作詞・作曲: 遠藤京子、編曲: 中村哲
2. 雪華模様（4:07）
  - 作詞: 和泉ゆかり、作曲・編曲: 後藤次利

## 収録作品
CD
- KISS! KISS! KISS! -MINAYO WATANABE BEST-
- 渡辺美奈代ベスト・コレクション
- GOLDEN☆BEST 渡辺美奈代 SINGLES
- 渡辺美奈代 30th Anniversary Complete Singles Collection Disc 1 M-11/M-12
- 結成30周年記念CD-BOX シングルレコード復刻ニャンニャン Disc 80 ※オリジナカラオケ含む
- おニャン子クラブ(結成30周年記念) シングルレコード復刻ニャンニャン［通常盤］6 Disc 1 M-3/M-4